# جون سافاج (كاتب)
جون سافاج (بالإنجليزية: Jon Savage)‏ هو كاتب وصحفي بريطاني، ولد في 2 سبتمبر 1953 في بادنغتون في المملكة المتحدة.

## وصلات خارجية
- جون سافاج على موقع ميوزك برينز (الإنجليزية)
- جون سافاج على موقع ديسكوغز (الإنجليزية)